# Jean-Baptiste Colbert
Jean-Baptiste Colbert (Reims, 29 d'agost del 1619 - París, 6 de setembre del 1683) va ser un dels ministres principals de Lluís XIV. Va exercir el càrrec de controlador general de les finances a partir de 1665 i els de secretari d'Estat de la Casa del Rei i de la Marina a partir de 1669, tots fins a la seva mort el 1683.
Tot i ser burgès va entrar al servei del rei a la mort del seu protector Mazzarino, i va incitar Lluís XIV a fer caure en desgràcia el seu rival Nicolas Fouquet. Va inspirar i promoure una política econòmica intervencionista i mercantilista (que després s'ha conegut com a colbertisme), que afavoria el desenvolupament del comerç i la indústria a França mitjançant la creació de fàbriques i monopolis reials i estatals. Malgrat la bona fama, en realitat no va aconseguir vèncer la pobresa; en gran part, per culpa del luxe exagerat de la reialesa i de les guerres contínues. Va elaborar el Code noir, que regulava l'administració de l'esclavatge a les colònies.
Sembla que Colbert es va inspirar en els escrits de Barthélemy de Laffemas, economista i conseller d'Enric IV: Laffemas havia desenvolupat sobretot el comerç colonial i la indústria tèxtil, els dos sectors als quals es va consagrar especialment Colbert amb la seva gestió de les finances públiques.
Home de gran cultura, va intentar activar l'economia de França fomentant les manufactures i el comerç, especialment el marítim (va fundar la marina mercant francesa). A més, va impulsar la creació de l'Acadèmia Francesa de les Ciències.

## Biografia

### Orígens
Tot comença amb Jehan Colbert (c. 1450 - 1512). Aquest «paleta» no és obrer, sinó empresari: proporciona materials de construcció a la seva ciutat de Reims, que està fortificant-se. Segons el costum de l'època, es casa al voltant de 1492 amb la filla d'un altre subministrador de material, Marie Thuillier, primer signe de l'endogàmia que caracteritza els Colbert, els seus aliats i els seus mitjans. Aquesta unió dona dos fills i una filla. El gran, Gérard (c. 1493-1571), és l'avantpassat de Colbert.

### Família i joventut
Jean-Baptiste Colbert pertany a una família de mercaders rics i banquers, de vegades especuladors i sovint usurers de la ciutat de Reims. Aquesta família —de petita noblesa— es proclamava descendent d'una il·lustre i antiga noblesa escocesa (cosa més que dubtosa). En realitat l'avantpassat de sisena generació, Oudard III Colbert, ja era, al segle xv, senyor d'algunes terres (Magneux i Crèvecœur).
Jean-Baptiste Colbert és fill de Nicolas Colbert, senyor de Vandières i de la seva dona Mariane Pussort, filla del senyor de Cernay.
Al contrari del que diu la llegenda, el pare de Colbert no va ser mai mercader de teles, sinó recaptador general i pagador de les rendes de la ciutat de París, a més de negociant. Colbert també és nebot del conseller d'Estat Henri Pussort, que l'ajudarà en la seva carrera.
De la joventut de Colbert, en canvi, se'n coneix poc: després dels estudis en una escola dels jesuïtes, el seu pare l'envia el 1634 a Lió per fer d'aprenent amb els Mascrany, banquers associats amb els Lumague i finalment amb notari parisenc, que era el pare de Jean Chapelain.

### Ascens gràcies a les seves relacions (1640-1651)
Jean-Baptiste Colbert entra al servei del seu cosí Jean-Baptiste Colbert de Saint-Pouange, primer funcionari del departament de la Guerra a l'època de Lluís XIII.
El 1640, als 21 anys, el seu pare utilitza les seves relacions i la seva fortuna per comprar-li el càrrec de comissari ordinari de les guerres, funcionari del Secretari d'Estat de la Guerra, François Sublet de Noyers.
Aquesta funció obliga Colbert a inspeccionar les tropes i li dona una certa notorietat entre els oficials, tots els quals formen part de la noblesa.
El 1645, Saint-Pouange el recomana a Michel Le Tellier (pare del marquès de Louvois), el seu cunyat, que llavors era secretari d'Estat de la Guerra. Aquest li dona feina com a secretari privat i després el fa nomenar conseller del rei el 1649.
El 1651, Le Tellier el presenta al cardenal Mazzarino, immensament ric, que li confia la gestió de la seva fortuna, una de les més importants del regne. Gestionarà la fortuna de Mazzarino durant vora deu anys (1651-1661).

### Caiguda en desgràcia de Fouquet (1659-1665)
Encarregat de vetllar per la gestió de les Finances de l'Estat, Colbert redacta l'octubre de 1659 una memòria sobre presumptes malversacions del superintendent de finances Nicolas Fouquet, concloent que «menys del 50 % dels impostos recaptats arriben al rei».
Home de poques paraules i gens diplomàtic, no és gaire estimat a la Cort. Madame de Sévigné l'anomena «El Nord».
El cardenal Mazzarino, poc abans de morir el 9 de març de 1661, recomana a Lluís XIV que agafi Colbert al seu servei amb la frase cèlebre : «Sire, li dec tot a vostra Majestat, però saldo el meu deute presentant-vos Colbert». Es converteix en intendent de les finances el 8 de març de 1661.
El 5 de setembre de 1661, el superintendent Fouquet, que havia caigut en desgràcia a conseqüència de les anàlisis de Colbert, és arrestat a Nantes per d'Artagnan. Després d'aquest arrest, Lluís XIV suprimeix el càrrec de superintendent de les finances i decideix d'exercir-lo ell mateix amb l'ajuda d'un Consell que es crea el 15 de setembre per suggeriment de Colbert: el Consell reial de les finances.
A partir de 1663, és la mà dreta del rei per alinear les províncies i en particular per reduir el poder dels nobles i posar fi a una certa impunitat nobiliària.
Així, els Grands jours d'Alvèrnia van ser un tribunal reial que es va reunir entre setembre de 1665 i gener de 1666. Aquest tribunal tenia com a objectiu de «purgar la muntanya d'una infinitat de desordres» i va jutjar 1360 afers que tractaven sobre càrrecs corruptes i nobles que havien comès brutalitats. Les condemnes de 87 nobles, 26 càrrecs i 4 eclesiàstics es van acompanyar amb anuncis a les places i durant els sermons que exalçaven els mèrits del rei protector i justicier.

### Eminència gris del regne
Colbert és un dels tres membres del Consell Reial de les finances i és el cap efectiu de l'administració. El 12 de desembre queda com a únic controlador general de les finances, i a partir de llavors se'l designa sovint amb aquest títol.
El 16 de febrer de 1669, Colbert reforça el seu poder en assumir els càrrecs de secretari d'Estat de la Casa del Rei i secretari d'Estat de la Marina. Els seus múltiples càrrecs li permeten d'exercir una gran influència en diferents sectors d'intervenció de l'Estat: finances, indústria, comerç, marina, policia, justícia, administració, obres públiques, correu, agricultura, ordenació del territori, cultura. Colbert dirigeix així de facto vora dues terceres parts de l'activitat del Regne de França i les seves finances.
Només queden fora del seu control els afers exteriors i la guerra, que són responsabilitat d'Hugues de Lionne i Michel Le Tellier, i després del seu fill François Michel Le Tellier de Louvois, conegut com a 'Louvois'.

### Colbert i elcolbertisme

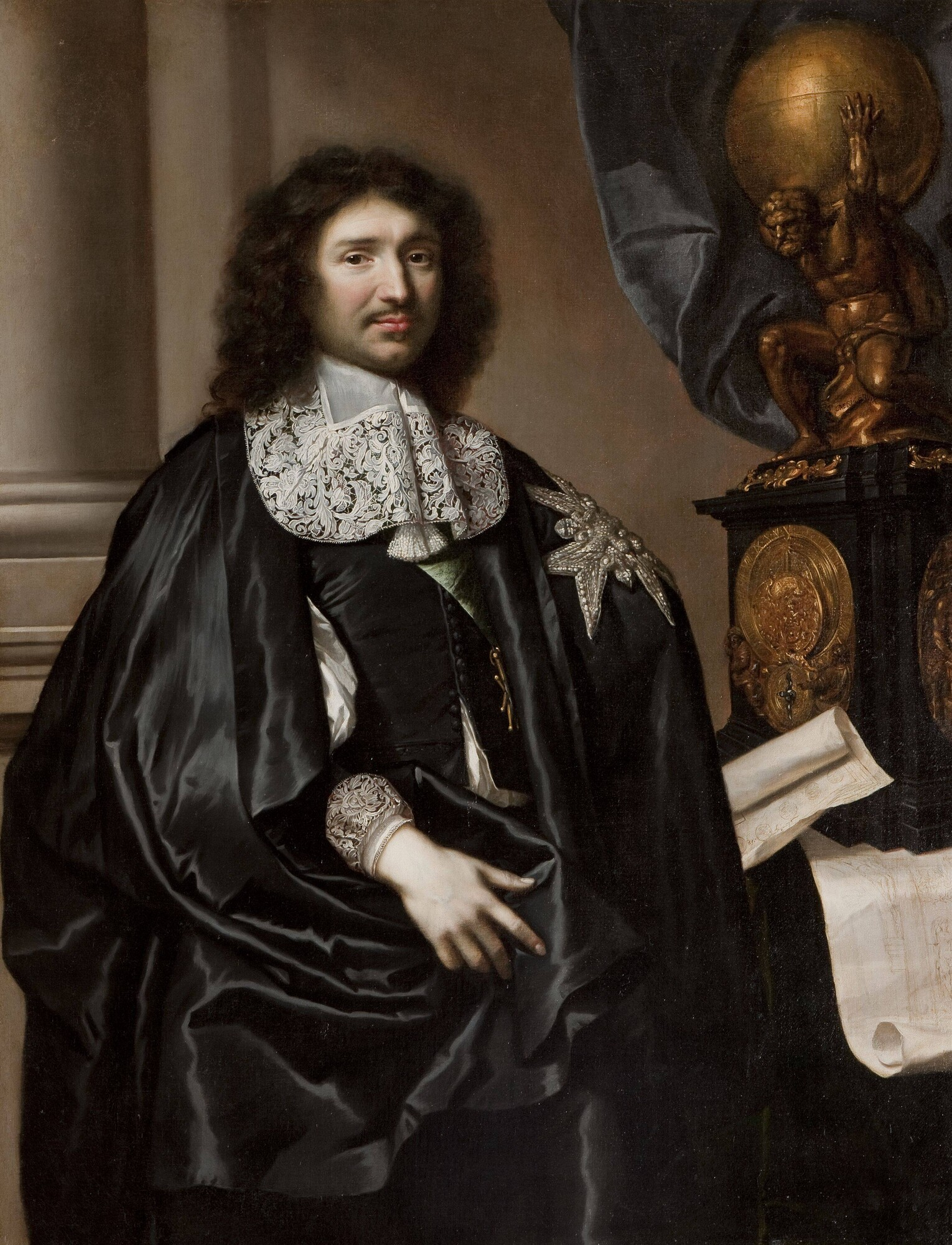
Retrat de Colbert amb uniforme de l'orde de l'Esperit Sant, de Claude Lefèbvre (1666), museu del Palau de Versalles.

Sota el control de Lluís XIV, tindrà com a objectiu principal donar independència econòmica i financera a França. Colbert volia reduir l'atractiu de les rendes agràries i fomentar la inversió en manufactures i les Companyies colonials franceses.
Per a Colbert, el poder d'un regne es defineix per la riquesa del seu sobirà. Per aconseguir-la, cal disposar d'una balança comercial excedentària i fer créixer la recaptació dels impostos.
Per enriquir França, Colbert organitza un sistema econòmic: el mercantilisme. Vol importar matèries primeres barates per transformar-les en productes de qualitat que es puguin vendre més cars, és a dir industrialitzar França i tornar a exportar els productes amb un alt valor afegit, aconseguint una balança de pagaments excedentària.
Amb aquesta finalitat, convé:
– crear una marina poderosa que importarà les matèries primeres i exportarà els productes acabats;
– reglamentar la producció de corporacions;
– crear una manufactura amb monopoli que fabricarà els productes de qualitat a partir de les matèries primeres.
El 1661, emprèn una important reforma comptable, que privilegia una comptabilitat administrativa en detriment de la comptabilitat judicial.
A partir de 1661, Colbert dirigeix oficiosament la Marina. El 1663, és nomenat Intendent de la Marina. Lluís XIV dissol la Compagnie des Cent-Associés i fa de la Nova França una província reial sota la jurisdicció de la Marina de Colbert.
El 1663, funda l'Acadèmia de les inscripcions i llengües antigues.
El 1664, Colbert és nomenat superintendent de les Construccions i manufactures:
– funda la Companyia Francesa de les Índies Occidentals, dissolta el 1674:
– decideix copiar les produccions dels estats veïns, en particular Anglaterra i els Països Baixos, per aconseguir que França no depengués dels seus subministraments;
– no dubta a contractat obrers estrangers, sobretot vitrallers flamencs i vidriers venecians, per formar els obrers de les manufactures franceses;
– utilitza sovint l'atorgament de monopolis, restableix les antigues manufactures i en crea de noves. Afavoreix així la producció de miralls (Manufacture royale de glaces de miroirs, origen de l'empresa actual Saint-Gobain Glass) i de tapisseries (els Gobelins).

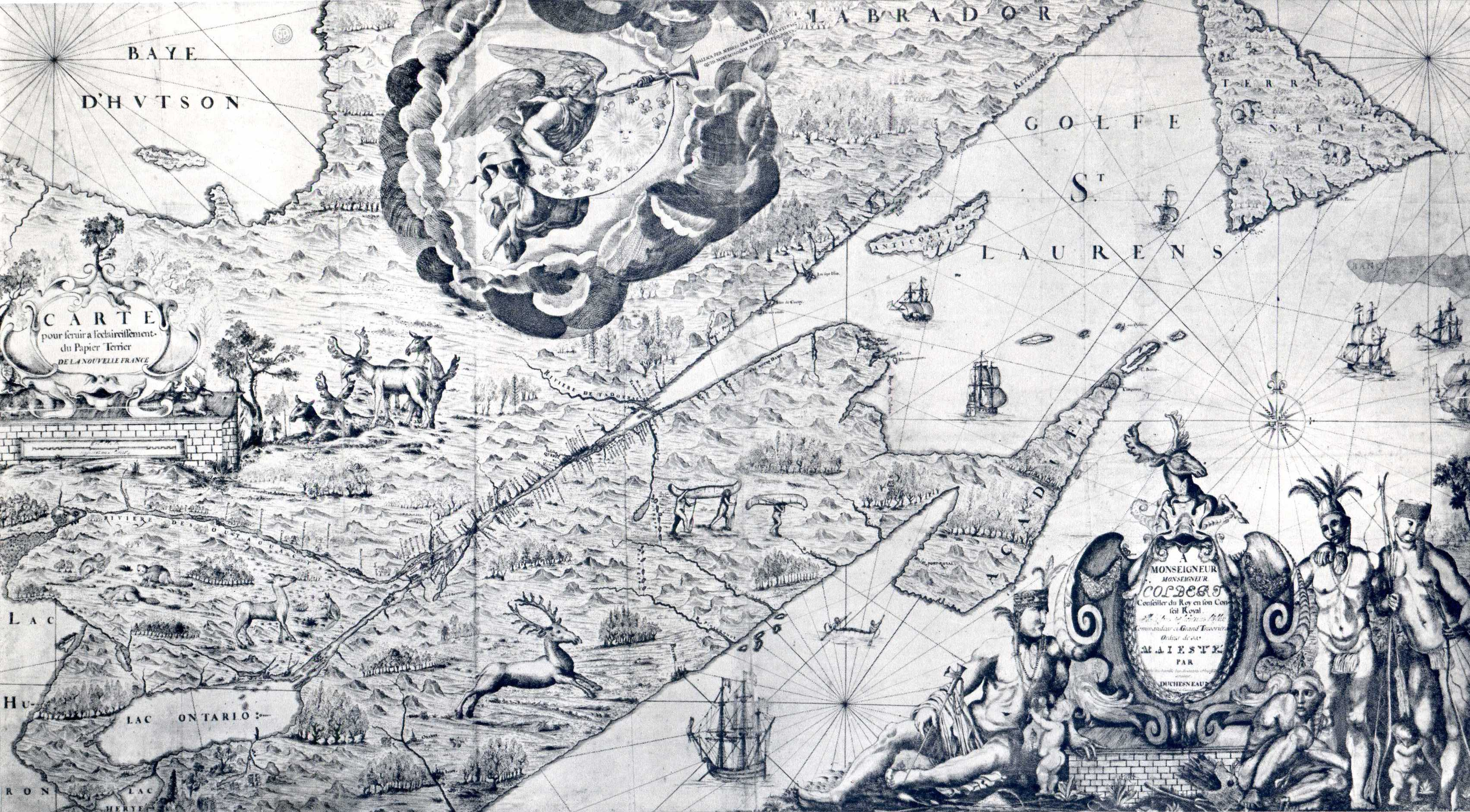
Mapa de la Nova França dedicat a Colbert.

El 1664, organitza el primer aranzel de les duanes modernes, l'aranzel Colbert. Segons un text que s'exposa al museu de la duana de Bordeus, Colbert es considera el pare de la duana moderna. A partir d'aquell moment, el cobrament dels drets de duana s'utilitza arbitràriament com a barrera tarifària contra les importacions més competitives que la producció local. Aquesta mesura proteccionista fou revisada dràsticament a l'alça el 1667 per Lluís XIV especialment contra els anglesos i els holandesos, provocant una guerra econòmica que fou seguida d'un conflicte militar.
Protegeix les ciències, les lletres i les arts i és elegit membre de l'Académie française el 1667. També afavoreix la recerca creant l'Acadèmia Francesa de les Ciències (suggerida per Charles Perrault, el 1666), l'Observatori de París (1667) on participen científics de talla com Huygens i Cassini, així com l'Acadèmia reial d'arquitectura (1671). El 1676, promou "l'establiment d'una escola acadèmica a totes les ciutats del regne."
El 16 de febrer 1669 és nomenat secretari d'Estat de la Casa del Rei, afegeix la Marina a aquest departament el 7 de març següent, i fa una comanda de 276 navilis de guerra, triplicant d'aquesta manera la capacitat del comerç marítim de França.
La "reforma de la noblesa", que s'havia experimentat a Normandia a partir de l'any 1655, s'estén al conjunt del regne a partir de 1664. Sota la direcció de Colbert, aquesta mesura pretén crear un catàleg de l'orde nobiliària per gravar amb impost directe milers de llars que fins llavors n'havien estat exemptes. L'historiador Jean Jacquart subratlla que Colbert i els seus homes proven amb enginy d'erosionar aquest privilegi fiscal, signe de notabilitat en el sistema de l'Antic Règim, "recuperant per la massa dels tallables un bon nombre d'ennoblits, i un bon nombre de branques menors de gentilhomes que no podien demostrar els seus títols nobiliaris i que «no vivien noblement», [així com] certs cossos i comunitats.
Colbert llança una gran reforma dels boscos reials per ordenar els drets del Rei i subministrar fusta per la marina. Fa que es gestionin els boscos amb obligació de conservar una part de cada bosc amb arbres alts i prims (el quart de reserva) i fa limitar les pastures en bosc.
La gran reforma dels boscos reials també és una aposta estratègica a llarg termini, per reforçar el patrimoni forestal francès, en una època on la fusta és no sols el material de construcció més important, sinó també la font d'energia més comuna. En aquella època, amb les tales de boscos, la sobreexplotació, els abusos i el relaxament de l'administració dels boscos, i també com a conseqüència de les guerres de religió, els boscos havien disminuït molt, i no podien subministrar màstils per a la marina. Fins i tot s'havia d'importar fusta de roure d'Escandinàvia.
La gran reforma va ser un èxit i va permetre la resurrecció de la marina reial: a partir de 1670 només s'utilitza fusta francesa. Va ser la inspiració del codi forestal postrevolucionari de 1827.
El 1673, ordena la creació de la Caisse des emprunts per finançar les despeses extraordinàries de l'Estat.
L'edicte del 21 de març de 1673, dit «de Colbert», institueix la legislació sobre les hipoteques, aplicable en el conjunt del regne. Destinat a protegir els creditors per la publicitat efectiva de les hipoteques, l'edicte va provocar una forta oposició, tant per part de la noblesa, que preferia el secret a la seguretat per tal de no revelar públicament el seu endeutament hipotecari, com del notariat, que temia que se li revisessin les prerrogatives. L'edicte fou revocat l'any següent, l'abril de 1674. Però per primera vegada en la història de la publicitat immobiliària, Colbert posa en primer pla la necessitat de tenir una seguretat jurídica a les transaccions immobiliàries i de crèdit:
| « | Cal restablir la bona fe que s'ha perdut, i assegurar la fortuna dels que presten els seus diners. També cal restablir el crèdit dels particulars que s'ha perdut sense recursos […] Cal fer veure-hi clar als que us donarien socors si hi trobaven la seguretat pròpia. També cal treure'n els mitjans als qui volen enganyar els altres, de poder-ho fer […]. | » |

Per afavorir el comerç, Colbert continua desenvolupant les infraestructures: fa millorar les grans carreteres reials i n'obre de noves; fa unir la Mediterrània amb l'oceà Atlàntic pel Canal dels dos Mars.
Colbert fa pavimentar i il·luminar París, on la majoria dels carrers eren un fangar. Colbert embelleix la ciutat amb passejos al llarg del riu, places públiques, portes triomfals (portes Saint-Denis i Saint-Martin). També encarrega la columnata del Louvre i el Jardí de les Teuleries.

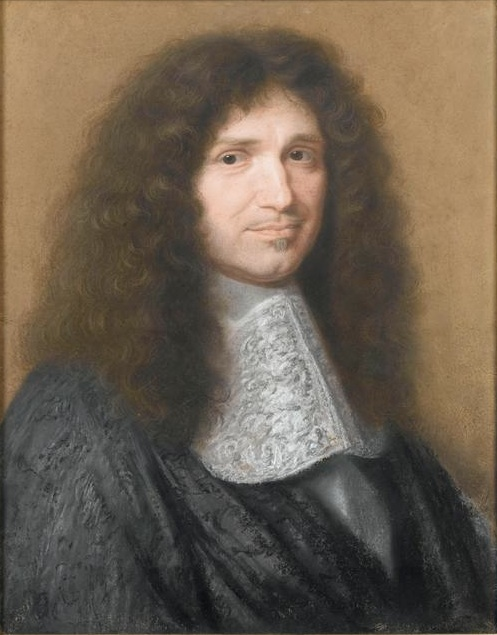
Jean-Baptiste Colbert per Robert Nanteuil (1676).

Amb el seu fill, Jean-Baptiste Colbert, marquès de Seignelay, fa venir de les ciutats hanseàtiques artesans, constructors, corders, per instal·lar drassanes o arsenals de construcció naval als principals ports del regne.
Per assegurar el reclutament de les tripulacions, no recorre, com Anglaterra, a l'enrolament forçat de mariners a la marina mercant, sinó a un nou procediment, anomenat inscripció marítima. Per altra banda, demana als jutges que donin prioritat a la pena de galeres, fins i tot per als vagabunds, cosa que permetrà posar en marxa una part de les galeres reials militars i comercials.
Institueix companyies comercials: la Companyia Francesa de les Índies Orientals (oceà Índic), la Companyia Francesa de les Índies Occidentals (Amèriques), i la Companyia del Llevant (Mediterrània i Imperi Otomà).
Colbert també és l'origen de la creació de factories comercials: Pondichéry (1670) i el que va suposar l'inici de la colonització de Nova França (Amèrica del Nord) o fins i tot l'illa Borbó (que després es va convertir en l'Illa de la Reunió), peça clau per al control de l'oceà Índic.
Colbert també pensava apoderar-se de les factories holandeses del golf de Guinea, en particular a la costa d'Or (actual Ghana), però no va tenir temps d'executar aquest projecte.
Es va enfrontar amb el secretari d'Estat de la Guerra, Louvois, que considerava massa pròdig amb els fons públics. Aquest va intrigar contra ell amb Lluís XIV fins al punt que Colbert es trobava en una situació difícil quan va morir el 6 de setembre de 1683, deixant Claude Le Peletier com a successor al càrrec de controlador general de les finances.
Colbert va donar un marc jurídic a l'exercici de l'esclavatge a les Antilles. Va elaborar la primera versió del Code noir, promulgat per Lluís XIV el 1685.

### Defunció, patrimoni i despulles

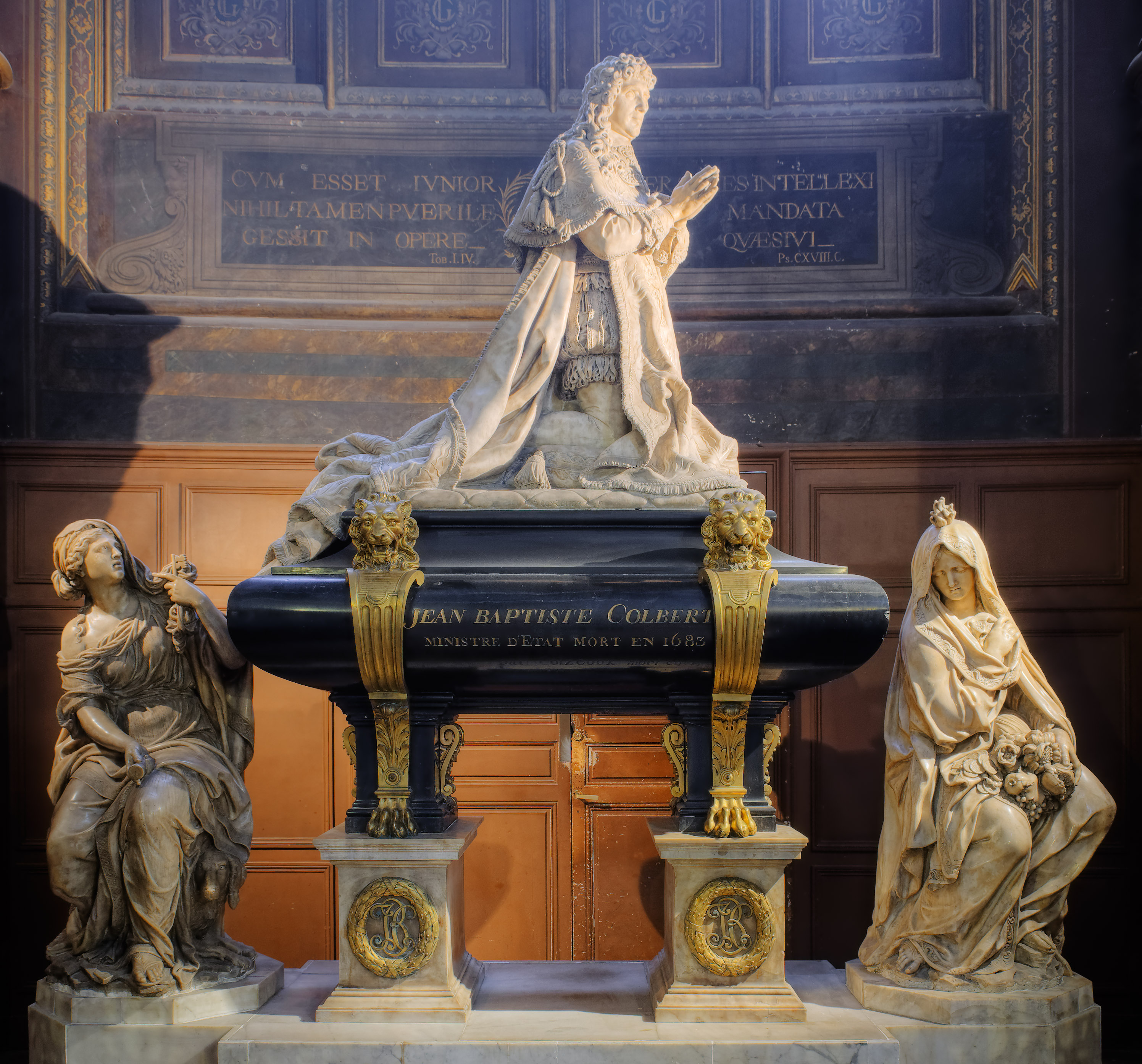
Cenotafi de Colbert a l'Església de Sant Eustaqui de París per Antoine Coysevox.

Mentre gestionava els afers de l'Estat i enriquia França, Colbert va amassar una fortuna personal important, encara que molt menor a la de Mazzarino (que havia gestionat ell de jove), que pujava a uns 4,5 milions de lliures. Per això el poble, creient veure-hi un signe de prevaricació, va insultar el seu taüt.
Colbert fou enterrat a Paris a l'Església de Sant Eustaqui, on encara s'hi pot veure la seva tomba, una obra mestra dissenyada, a petició de la seva vídua, Marie Charron, per Charles Le Brun i executada pels escultors Jean-Baptiste Tuby i Antoine Coysevox, on s'hi conserven les cames, mentre que la resta de les seves despulles es van traslladar a les catacumbes de París el 1787.
Quan va refusar de rebre Lluís XIV al seu llit de mort, oficialment perquè el seu estat no li ho permetia, deia, segons els seus amics propers: «Al rei, li he donat tot de mi; almenys que em deixi la mort» i «si hagués fet per Déu tot el que he fet per aquest home, estaria salvat deu cops!».

## Balanç
Amans-Alexis Monteil fa el següent balanç del segle de Colbert : 
- En contra: no es va crear una cambra de comerç, ni consell de comerç o de banca com a Amsterdam o Venècia.
- A favor: penes severes contra els que feien fallida, establiment de cambres d'assegurances, millora de la corredoria, regulació dels tipus d'interès, ordenació del comerç (és a dir, unitat de legislació per la recepció dels mercaders per la tenidoria de llibres per les societats), esforços per aconseguir la unitat de pesos i mesures, fusió dels múltiples aranzels particulars en un de sol, interessos dels mercaders francesos defensats per les armes o inclosos als tractats, franquícies dels ports de Dunkerque i de Marsella, establiment de manufactures, creixement de la producció de mercaderies i riqueses, facilitat del seu transport, canals i vies obertes per terra i per aigua, dret de comerç per als gentilhomes, etc.[18]

També cal recordar el seu rol en l'organització de l'esclavatge a les colònies franceses, a nivell jurídic (Code noir) i a nivell pràctic (creació de la Companyia de les Índies). Així, el 2017, un comunicat del CRAN, el consell d'associacions de persones negres de França, signat per unes quantes personalitats franceses, va demanar la retirada del nom de Colbert dels espais públics, en particular de les escoles i instituts que en duguessin el nom. Altres anàlisis conclouen que Colbert, en un context on moltes nacions de l'època, europees, africanes i d'Orient Mitjà, practicaven l'esclavatge sense cap mena de marc legal, ha posat regles, algunes de les quals afavorien el benestar dels esclaus en comparació amb el període anterior, tot i que el Code noir assimilava els esclaus a l'estat indigne de béns mobiliaris. L'ex-ministra de Jústícia francesa Christiane Taubira considera que el debat és simplista: 
| « | Al país que pretén ser el cor de la Il·lustració, quan es parla d'aquests temes, la raó desapareix! Només queda l'emoció! Perquè no es pot reflexionar sobre el paper de Colbert en la redacció del Code noir? Cosa que no vol dir que Colbert només va ser això. Però debatem! No es tracta de perseguir suposats culpables que hagin sobreviscut, ja no n'hi ha. Ni tan sols les persones que porten el nom de grans famílies d'armadors negrers o esclavistes no en tenen la culpa - però si ens volen obrir els seus arxius, seran benvingudes. Sens dubte hauríem hagut de ser capaços de fer baixar la pressió, de debatre, potser amb passió, però debatre. | » |

### Posteritat de Colbert

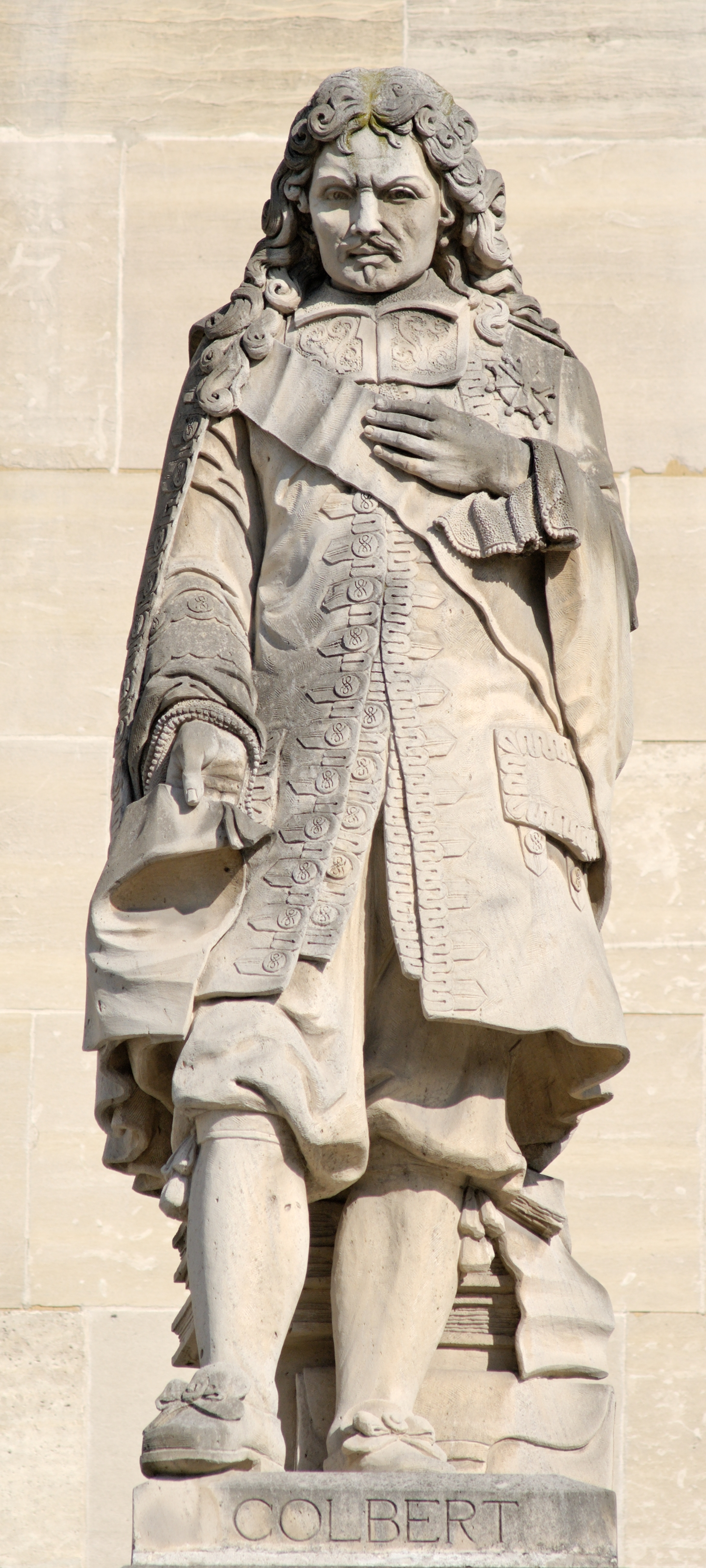
Estàtua de Colbert per Gayrard fill, al pati Napoleó del palau del Louvre.

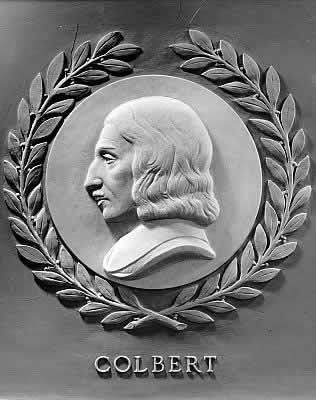
Baix relleu de Jean-Baptiste que adorna l'interior de la Cambra de Representants dels Estats Units. És un dels 23 grans legisladors de la història que s'hi commemoren.

Colbert, primer estadista provinent d'una línia pragmàtica de mercaders i no aristòcrata, deixa la imatge d'un gestor excel·lent, que va saber recuperar els impostos, encara que els resultats econòmics del regne poden semblar molt discutibles, a causa de la sagnia provocada per les despeses militars, les construccions fastuoses (sobretot el palau de Versalles) i la generositat del rei amb els seus cortesans.
Però cal no oblidar que Lluís XIV encara va regnar 32 anys després de la mort de Colbert, de 1683 a 1715, i que fou ell personalment responsable de la marxa dels rics industrials hugonots (1685-1700), que van enriquir l'Europa protestant del nord, com Prússia i Anglaterra. Però mentre Colbert dirigia els afers, els pressupostos havien estat força controlats i equilibrats; després d'ell, els dèficits no paren d'acumular-se.
El terme de «colbertisme» subratlla la part més important de la intervenció de l'Estat en l'economia francesa en comparació amb els altres països occidentals.
Hi ha una estàtua seva al davant del palais Bourbon a París.

## El clan Colbert
El 13 de desembre de 1648, Jean-Baptiste Colbert es va casar amb Marie Charron, filla d'un membre del consell reial, germana de Jean-Jacques Charron de Menars i cosina política d'Alexandre Bontemps. La seva dot fou de 100.000 lliures. Van tenir nou fills:
- Jeanne-Marie (1650-1732) casada amb Charles-Honoré d'Albert de Luynes;
- Jean-Baptiste (1651-1690), marquès de Seignelay;
- Jacques-Nicolas (1654-1707), arquebisbe de Rouen;
- Antoine-Martin (1659-1689), cavaller gran creu de l'Orde de Sant Joan de Jerusalem, comandant de les comandes de Boncourt i Chantereine, coronel del regiment de Champagne, brigadier dels exèrcits del rei, ferit en l'atac de Valcourt. Està enterrat a l'església de Philippeville;
- Henriette-Louise (1657-1733) casada amb Paul de Beauvilliers, marquès de Saint-Aignan ;
- Jean-Jules-Armand (1664-1704), marquès de Blainville ;
- Marie-Anne (1665-1750), morta als 85 anys, casada amb Lluís I, duc de Mortemart (fill de Louis Victor de Rochechouart de Mortemart i, per tant, nebot de Madame de Montespan), amb descendència important, on destaca Talleyrand;
- Louis (1667-1745), comte de Linières, guardià de la Biblioteca del rei i militar;
- Charles-Édouard (1670-1690), comte de Sceaux, després de la compra de la baronia de Sceaux.

Després d'haver començat dins del clan Le Tellier, Colbert també es va aficionar al nepotisme i va decidir de crear el seu propi clan col·locant tots els seus propers en llocs clau, com els seus germans Charles i Nicolas o el seu cosí germà, Charles Colbert de Terron. De fet, es converteix en rival del clan Le Tellier i especialment del secretari d'Estat de la Guerra, Louvois.
El 1657, compra la baronia de Seignelay al Yonne, i després el 1670, la baronia de Sceaux al sud de París. Converteix el domini de Sceaux en un dels més bells de França gràcies a André Le Nôtre que dissenya els jardins i a Charles Le Brun que s'encarrega de tota la decoració, tant dels edificis com del parc.

## Armes i divisa

Blasó de la família Colbert. Són armes parlants (en llatí, colobra es diu coluber)

Divisa : Pro rege, saepe, pro patria semper., en català: Per al rei sovint, per a la pàtria sempre.